# بالگاری (استان گابرووو)
بالگاری (به بلغاری: Balgari) یک منطقهٔ مسکونی در بلغارستان است که در سولیوو واقع شده‌است.